# 林響太朗
林 響太朗（はやし きょうたろう、1989年 - ）は、日本の映像作家、撮影監督、写真家。

## 人物
独自の色彩感覚で光を切り取る映像を生み出す。同時に3DCG、VFX、インタラクティブなどを駆使し、映像のみならずインスタレーションやパフォーミングアーツ、プロジェクションマッピングなどの制作に数多く関わっている。クリエイターとしての活動と同時に、大手グローバルブランドの広告から、メジャー・インディ問わず様々なミュージックビデオの演出・監督も行う。
展示映像では、ヴェネツィア・ビエンナーレ2016の日本館や、上海ワールド・フィナンシャル・センターの8周年記念プロモーションの監修も行う。

## 経歴
1989年、東京都に生まれる。多摩美術大学情報デザイン学科情報デザインコースを卒業後、DRAWING AND MANUALに参加。同大学の非常勤講師も勤める。

## 作品

### ミュージック・ビデオ
- スピッツ 「ときめきpart1」
- Nulbarich「Kiss You Back」
- 星野源
  - 「Pop Virus」[1]
  - 「Ain’t Nobody Know」[2]
  - 「不思議」[2]
- Mr.Children
  - 「here comes my love」[3]
  - 「SINGLES」[3]
  - 「Your Song」[3]
- BUMP OF CHIKEN
  - 「Aurora」[4]
  - 「流れ星の正体」[5]
  - 「Gravity」[6]
  - 「なないろ」[7]
  - 「クロノスタシス」[8]
  - 「窓の中から」
  - 「邂逅」
- 米津玄師
  - 「TEENAGE RIOT」[9]
  - 「M八七」[10]
  - 「RED OUT」 - 林の出身校で、講師としての勤務先でもある多摩美術大学で撮影。
  - 「BOW AND ARROW」[11]
- RADWIMPS「Shape Of Miracle」
- あいみょん「愛を伝えたいだとか」[12]
- 須田景凪「はるどなり」[13]
- 菅田将暉
  - 「まちがいさがし」[14]
  - 「ラストシーン」[15]
- 菅田将暉×中村倫也「サンキュー神様」[16]
- Creepy Nuts×菅田将暉「サントラ」
- 緑黄色社会
  - 「大人ごっこ」
  - 「あのころ見た光」
  - 「幸せ」
  - 「sabotage」
- odol
  - 「green」
  - 「four eyes」
  - 「光の中へ」
- フレデリック
  - 「たりないeye」
  - 「エンドレスメーデー」
- SHISHAMO
  - 「私の夜明け」
  - 「君の隣にいたいから」
- Ryu Matsuyama
  - 「footsteps」[17]
  - 「Sane Pure Eyes」
- 秦基博「Raspberry Lover」[18]
- IZ*ONE「Buenos Aires」
- ゆず「花咲ク街」
- ヨルシカ「風を食む」
- アイナ・ジ・エンド「金木犀」
- Vaundy「世界の秘密」「カーニバル」
- ano 「SWEETSIDE SUICIDE」
- マカロニえんぴつ「はしりがき」
- 森七菜「深海」[19]

### CM
- 資生堂
- 花王
- ソニー
- トヨタ自動車
- ホンダ
- アディダス
- プーマ
- ワコール
- マンダム

### その他
- 短編映画「CAST:」（2019年7月、ピラミッドフィルム） - 監督[20]
- NHK連続テレビ小説「おかえりモネ」オープニングタイトル

## 受賞歴
- 2016年ヴェネツィアヴィエンナーレ特別賞
- ADFEST 2019 ブロンズ
- Video Music Award 2019 最優秀ポップビデオ賞・最優秀ロックビデオ賞[21]